# Lucia Haselböck
Lucia Haselböck (* 21. Juli 1930 in Waidhofen an der Ybbs, Niederösterreich) ist eine österreichische Musikwissenschaftlerin, Musikpädagogin und Autorin.

## Leben
Lucia Haselböck absolvierte ein Studium der Musikwissenschaften, Germanistik und Volkskunde an der Universität Wien. Zusätzlich studierte sie Musikpädagogik an der Musikhochschule Wien. Der Schwerpunkt ihrer wissenschaftlichen Arbeit lag im Themenbereich der Motivforschung. Im Jahr 1967 wurde sie mit der Arbeit Studien zur Passionslyrik des Barockzeitalters an der philosophischen Fakultät der Universität Wien zur Dr. phil. promoviert.
Aus ihrer Ehe mit dem Organisten und Komponisten Hans Haselböck gingen zwei Kinder hervor. Ihr im November 1954 geborener Sohn Martin Haselböck wurde wie sein Vater Organist sowie Dirigent. Auch der zweite Sohn, Lukas Haselböck (* 1972), studierte Musikwissenschaften und ist als Komponist und Sänger tätig.
Den vorliegenden Quellen zufolge übte Lucia Haselböck einige Jahre eine nicht näher bezeichnete Unterrichtstätigkeit aus. Diese gab sie im Laufe der Zeit auf und betätigte sich zunehmend als Assistentin bei den zahlreichen Orgelkonzerten ihres Ehemannes. Für die von Hans Haselböck verfasste Partitur Du edle Musica schrieb sie den Text.
Zwischen 1989 und 2004 veröffentlichte Lucia Haselböck vier Sachbücher zu musikwissenschaftlichen und volkskundlichen Themen, darunter ein Bach-Textlexikon, in dem sie mehr als 300 heute unbekannte Begriffe, metaphorische Formulierungen und theologische Zusammenhänge des Vokalwerks von Johann Sebastian Bach erklärt.

## Veröffentlichungen
- Studien zur Passionslyrik des Barockzeitalters. Dissertation, Philosophische Fakultät, Universität Wien, 1967.
- Du hast mir mein Herz genommen. Sinnbilder und Mystik im Vokalwerk von Johann Sebastian Bach. Herder, Wien 1989, ISBN 3-210-24926-1.
- Von Palmbuschen und Pilgerscharen. Brauchtum und Volksfrömmigkeit im Dunkelsteinerwald. Berger, Horn 1994, ISBN 3-85028-237-6.
- Vom Ende der Zeiten: Prognosen und Untergangsmythen zur Jahrtausendwende. Edition Va Bene, Wien, Klosterneuburg 1999, ISBN 3-85167-084-1.
- Bach-Textlexikon: Ein Wörterbuch der religiösen Sprachbilder im Vokalwerk von Johann Sebastian Bach. Bärenreiter, Kassel 2004, ISBN 978-3-7618-1679-0.